# كاميرون مور (كرة سلة)
كاميرون مور (بالإنجليزية: Cameron Moore)‏ مواليد 12 نوفمبر 1990 في هنتسفيل - الوفاة 4 أكتوبر 2016، كان لاعب كرة سلة أمريكي. بدأ مسيرته الاحترافية في سنة 2012. بلغ طوله 6 قدم 10 بوصة (2.1 م). اعتزل اللعب في 2016. لعب مع يوفي كازيرتا باسكت ورير فينيزيا مستري في ليغا باسكيت الدرجة الأولى.

## روابط خارجية
- كاميرون مور على موقع كرة السلة الأوروبية.كوم (الإنجليزية)
- كاميرون مور على موقع كلية كرة السلة في سبورتس رفرنس.كوم (الإنجليزية)
- كاميرون مور على موقع ريلجم (الإنجليزية)
- كاميرون مور على موقع بروبوليرز (الإنجليزية)
- كاميرون مور على موقع سبورتس رفرنس (الإنجليزية)
- كاميرون مور على موقع سبورتس رفرنس (الإنجليزية)